# بروس ایبتسن
بروس ایبتسن (انگلیسی: Bruce Ibbetson؛ زادهٔ january ۱۳, ۱۹۵۳ (۷۲ سال)) ورزشکار روئینگ اهل ایالات متحده آمریکا است.
وی در مسابقات کشوری و بین‌المللی در مجموع برندهٔ ۱ مدال نقره شده‌است.